# Annibal Grimaldi

Armoiries des comtes Grimaldi de Beuil (Honoré II et son fils Annibal)

Pour les articles homonymes, voir Famille Grimaldi de Beuil, Grimaldi et Bueil.
 (novembre 2021).
Si vous disposez d'ouvrages ou d'articles de référence ou si vous connaissez des sites web de qualité traitant du thème abordé ici, merci de compléter l'article en donnant les références utiles à sa vérifiabilité et en les liant à la section « Notes et références ».
Annibal Grimaldi, fils d'Honoré II Grimaldi, 1er comte de Beuil en 1581, et de Julie Picamiglia, fut comte de Beuil, baron de Laval (la vallée de Massoins), seigneur d'Ascros, de Toudon, de Tourrette-Revest, d'Ilonse, de Roubion (Alpes-Maritimes) et d'autres lieux, général des galères de Savoie, gouverneur de la ville et du comté de Nice de 1591 à 1614, chevalier de l'ordre de la suprême Annonciade et conseiller d'État. Il est né en 1557.
Ayant trahi le duc de Savoie, il fut condamné à mort par le Sénat de Nice. Il est mort assis sur une chaise le 9 janvier 1621, étranglé par deux esclaves turcs. Le duc de Savoie avait choisi cette mort parce qu'Annibal avait déclaré qu'il aimait mieux être étranglé par un Turc que se soumettre au duc de Savoie.

## Biographie

### Gouverneur du comté de Nice
Il a d'abord été général des galères de Savoie et assure la sécurité des côtes vis-à-vis des pirates. Après la mort de son père Honoré II Grimaldi, il prête serment de fidélité au duc de Savoie. Il succède à son père comme gouverneur de la ville et du comté de Nice le 12 ou 22 décembre 1591,.
En mars 1594, les huguenots envahissent la vallée de la Tinée. Annibal Grimaldi est commandant des armées du comté de Nice en juillet. Différents coups de main de part et d'autre font passer la vallée de la Tinée sous l'autorité du roi de France au duc de Savoie. Annibal Grimaldi fait un dernier coup de main en 1600 contre Arnaud d'Entrevènes ramenant la vallée au duc de Savoie. Il a finalement conclu une trêve de six mois avec le duc de Guise, représentant d'Henri IV moyennant une somme de 8 700 écus qu'il a payée lui-même.
En 1599, il accompagne le duc de Savoie Charles-Emmanuel Ier de Savoie à la cour de France. Le duc arrive à Fontainebleau le 14 décembre et à Paris le 21. Le différend entre le roi de France et le duc de Savoie porte sur le marquisat de Saluces que le duc occupe depuis 1588. Un traité est signé à Paris le 27 février 1600 qui laisse un délai de 3 mois au duc pour rendre le marquisat. Passé ce délai, en 1600, la guerre reprend entre la France et le duc de Savoie. Annibal Grimaldi assure la défense de Nice attaquée par la flotte française commandée par le duc de Guise. La guerre se termine par le traité de Lyon en 1601.
Il est fait chevalier de l'ordre de l'Annonciade par le duc Charles-Emmanuel, lors de la 23ème création le 2 février 1602. A cette époque il est qualifié de comte de Beuil, baron de la vallée de Massoins, seigneur de Seron, Foden, chevalier des ordres de SS Maurice et Lazare, conseiller d'Etat secret, chambellan, gouverneur et lieutenant général du comté de Nice et général des galères.

### Affrontement entre le comte de Beuil et le duc de Savoie
L'orgueilleux comte de Beuil affirma « Je suis comte de Beuil, je fais ce que je veux » (Io son comte di Boglio faccio qual che voglio). Fier, il veut se soustraire à l'autorité du duc de Savoie Charles-Emmanuel Ier de Savoie sur ses fiefs en jouant de la proximité du royaume de France pour y trouver un appui. Il s'oppose à ce que ses actes puissent être soumis en appel à la juridiction ducale et prétend n'avoir de compte à rendre qu'à l’empereur. Cette opposition entre la volonté du duc de réformer ses États et celle d'indépendance du comte de Beuil devait mener à un conflit.
Le 23 septembre 1608, Annibal Grimaldi fait rédiger en son château de Villars "les statuts anciens de la comté de Beuil, baronnie de Laval de Massoins et seigneurie d'Ascros et Toudon", connus comme la coutume de beuil. L'affrontement commence le 26 janvier 1613 quand le comte de Beuil publie ce factum par lequel il veut démontrer, en 66 articles, que les privilèges concédés à ses prédécesseurs font que ses fiefs ne sont pas soumis à l'appel du duc de Savoie.
Le duc de Savoie crée en 1610 le droit d'insinuation qu'il introduit dans ses États. Cette taxe correspondait au droit d'enregistrement des actes pour les rendre authentiques. Les notaires étaient tenus de faire transcrire leurs actes, en entier, dans les bureaux de l'Insinuation. En 1613 éclate une révolte à Nice contre la nouvelle taxe de l'Insinuation. Le comte de Beuil ne réagit pas et semble soutenir les révoltés.
Craignant une intrigue du comte de Beuil avec les cours française et espagnole, le duc de Savoie vient à Nice avec mille hommes d'armes le 6 janvier 1614. Pour éviter que le comté de Beuil puisse devenir un fief français, il propose au comte d'échanger ses fiefs du comté de Nice contre d'autres en Piémont, ce que refuse Annibal Grimaldi.
Le 8 mars 1614, le duc de Savoie crée par lettres patentes le Sénat de Nice, dont le ressort s'étend aux vigueries de Nice, Sospel, Barcelonnette, Puget-Théniers, Tende, les vallées d'Oneille et de Prélat, le marquisat de Dolceacqua. Le Sénat de Nice a les mêmes pouvoirs que ceux de Savoie et de Piémont. Ses membres sont nommés par le duc.
Le 20 avril, le duc invite le comte et son fils à Villefranche et, dès qu'il est sorti de Nice, fait publier un édit nommant un nouveau gouverneur de Nice. Le 25 avril, le comte de Beuil et son fils sont amenés sous escorte à Turin.
Prétendant être malade et devant se soigner aux Bains de Vinai (Vinadio près de Cuneo en Italie), le comte de Beuil laisse son fils en otage à Turin puis réussit à s’enfuir en juin 1614 et, après avoir franchi le col de la Guerche, à se retrancher dans son château de Villars. Le 14 novembre 1614, il écrit au roi Louis XIII : « qu'estant seigneur libre et souverain dudit Conté de Beuil et des terres et seigneuries y enclavées qui sont joignantes et contigües au comté de Provence pour raison de quoi il ne tient ne relève de nul prince que de l'Empire. »
Du fait de la guerre entre la Savoie et l'Espagne en 1615, il se rapproche des Espagnols pour négocier avec eux. En mars 1617 il signe un accord qui le place sous la protection du roi de France. En mars 1617 Louis XIII, "roi de France et de Navarre, comte de Provence, Forcalquier, terres adjacentes", met par lettres patentes sous sa protection Annibal de Grimaldi, baron et seigneur souverain de Beuil, sa famille et ses biens, avec promesse d'une pension annuelle de 20 000 livres. Ce jeu d'alliances entre le comte de Beuil, les rois de France et d'Espagne va se révéler dangereux. La guerre entre l'Espagne et la Savoie se termine sans que la situation du comté de Beuil ne soit traitée. Par ailleurs la France cherche un accord avec le duc de Savoie. Le comte de Beuil est abandonné à son sort par ses puissants protecteurs.
Le duc de Savoie fait alors instruire un procès pour trahison par le Sénat de Nice. Annibal Grimaldi et son fils André, baron de Laval (dans la vallée de Massoins), sont convaincus de trahison et condamnés à mort le 2 janvier 1621.
Le comte choisit de se réfugier dans son château de Tourette-Revest qu'il juge inexpugnable. Annibal Badat, gouverneur de Villefranche, à la tête d'une armée de 9 000 hommes se dirige vers la place. Malheureusement pour le comte, la garnison de 400 hommes du château a été soudoyée et refuse de combattre. Le 6 janvier, Annibal Grimaldi annonce se rendre sous deux jours s'il ne reçoit pas des renforts de Provence. Et le 8 janvier 1621 le comte doit se rendre .

### Exécution du comte de Beuil
Le 9 janvier 1621, après avoir entendu une messe et s'être confessé, le comte est exécuté. Le mode d'exécution de la sentence choisi était probablement un vengeance du duc, car le comte de Beuil aurait déclaré préférer être étranglé par des infidèles plutôt que de se soumettre au duc de Savoie. Son corps est exposé pendu au bout d'une perche au grand bastion du château de Tourette-Revest où il demeure jusqu'au dimanche midi. Il est ensuite enterré nu dans la chapelle du Rosaire du Couvent St Dominique de Nice, près du bénitier. Tous ses biens sont saisis et ses richesses réparties entre les comtes Dogliani Badat et Gallean, premier comte d'Ascros, seigneur de Tourette, de Revest, de Toudon , seigneuries achetées au fisc ducal après l'exécution d'Annibal Grimaldi. Le 12 mai 1621 les fidèles des Grimaldi sont emprisonnés et soumis à la question.

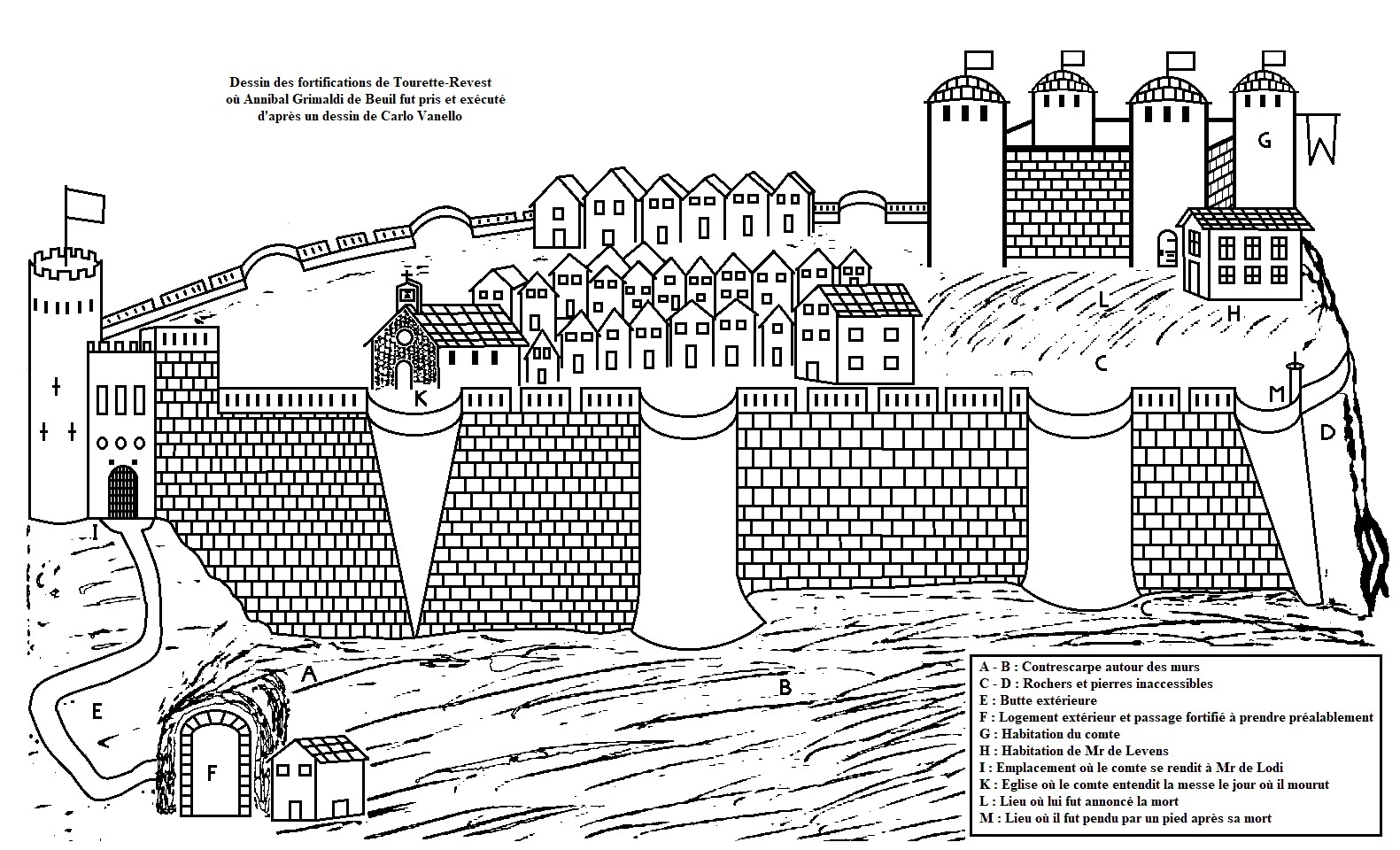
Château de Tourette-Revest où fut pris et exécuté Annibal Grimaldi Comte de Beuil adapté d'un dessin de Carlo Vanello

Les châteaux de ses fiefs sont ensuite démantelés et rasés.

## Famille
Il a d'abord été marié en 1578 avec Anne Françoise, fille d'Antoine Provana, comte de Leinì.
Après la mort de sa première femme le 18 septembre 1596, il se remarie en 1606 avec Catherine, fille de Jean-Frédéric Madruzzo de Challant, marquis de Soriano, et sœur du cardinal Carlo Gaudenzio Madruzzo. Il eut deux fils :
- Louis, qui était attaché au cardinal Maurice de Savoie,
- André (mort en janvier 1665), baron de Laval (la vallée de Massoins). Il va seconder son père pendant le conflit avec le duc de Savoie mais en 1621 il va choisir de se réfugier en France avec sa famille. Il n'a pu obtenir de reprendre le comté malgré l'appui du cardinal Maurice de Savoie. Il a été marié en 1619 à Anne de Saulx, fille de Jean de Saulx vicomte de Tavannes et de Lugny et de Gabrielle des Prez, morte en 1665 et dont il eut quatre filles :
  - Henriette,
  - Jeanne,
  - Béatrice,
  - Bénédicte.

André se marie en secondes noces à Marthe de Grasse, fille d'Annibal comte du Bar. De cette dernière union naquirent : 
- le fils aîné, Honoré qui continue à porter le titre de comte de Beuil et de baron de Laval de Massoins, malgré l'investiture du comté de Beuil le 22 octobre 1623 au comte Paul Camille Cavalca de Parme,
- Gaspard,
- Antoine,
- Maurice Grimaldi de Beuil, mort à Marseille le 13 janvier 1698 à 59 ans, étant chef d'escadre des galères, dernier descendant mâle de la maison Grimaldi de Beuil,
- Clara,
- Anne-Charlotte,
- Marthe,
- Françoise,
- Marianne,
- et Henriette.

## Armoiries
| Blason | Blasonnement : Écartelé : au 1 et 4, d'or à l'étoile à seize rais de gueules (qui est de Beuil) ; au 2 et 3 : fuselé d'argent et de gueules (qui est de Grimaldi),. |